# Telkom 2
Telkom 2 — індонезійський телекомунікаційний супутник, що належить компанії PT Telekomunikasi Indonesia Tbk (Джакарта). Він призначається для надання послуг телефонного зв'язку та забезпечення телевізійного мовлення на країни Південно-Східної Азії та Океанії.
Виробник: Orbital Sciences Corporation.
Конструкція:
Габарити: (Д х Ш х В) 2,4 x 3,3 x 1,9 (зі складеними антенами і сонячними батареями). Розмах панелей сонячних батарей дорівнює 12,6 метра.
Корисне навантаження: 24 транспондера C-діапазону.
Telkom 2 був успішно запущений 16 листопада 2005 рік а за допомогою європейської РН Аріан 5 ECA з космодром а Куру у Французькій Гвіані. Разом з Telkom 2 на орбіту також був виведений американський супутник SpaceWay F2.
Розрахункова точка стояння — 118 ° в. д.